# Pointe noire
La pointe noire ou pointe des Roches Noires ou ras Bou en Nouar est une île inhabitée de la mer Méditerranée à Ouled M'Rabet en Algérie.

## Description
L'île est une pyramide rocheuse, d'une centaine de mètres de côté s'élevant à 1 m d'altitude.
Elle prolonge un des promontoires centraux du Cap Bougaroun.